# Langeweide
Langeweide (52° 02′ N, 4° 48′ L) is a hamlet in the dos Países Baixos, na província de Holanda do Sul. Langeweide pertence ao município de Reeuwijk, e está situada a 6 km, a leste de Gouda.